# Anchor (Estados Unidos)
Anchor es una villa ubicada en el condado de McLean en el estado estadounidense de Illinois. En el Censo de 2010 tenía una población de 146 habitantes y una densidad poblacional de 295,14 personas por km².

## Geografía
Anchor se encuentra ubicada en las coordenadas 40°34′6″N 88°32′18″O / 40.56833, -88.53833. Según la Oficina del Censo de los Estados Unidos, Anchor tiene una superficie total de 0.49 km², de la cual 0.49 km² corresponden a tierra firme y (0%) 0 km² es agua.

## Demografía
Según el censo de 2010, había 146 personas residiendo en Anchor. La densidad de población era de 295,14 hab./km². De los 146 habitantes, Anchor estaba compuesto por el 96.58% blancos, el 0.68% eran afroamericanos, el 2.05% eran amerindios, el 0% eran asiáticos, el 0% eran isleños del Pacífico, el 0% eran de otras razas y el 0.68% pertenecían a dos o más razas. Del total de la población el 0% eran hispanos o latinos de cualquier raza.